# 久野四郎
久野 四郎（くの しろう、1927年7月21日 - 2010年5月）は、日本の男性俳優、声優。本名同じ。浅草生まれ。

## 人物
立正大学国文科卒業。
1933年に新派の舞台でデビュー。1937年、劇団東童に入団。1945年、エノケン一座入団。1947年、東宝演劇部所属。1948年、劇団ショートケーキ主宰。1949年、ムーランルージュ新宿座入団。1951年、ラジオ東京放送劇団入団。1955年からはフリーランスとなり、綜芸プロ、滝田プロ、エヌ・エー・シー、お茶党に所属。
映画やテレビドラマなどでは、主に脇役として活躍していた。1979年に「劇団東俳」を設立し、1980年代に俳優を引退。
2010年5月に死去。82歳没。

## 出演作品

### テレビドラマ
- ぽんぽこ物語[7]（1957年、KR / 宣弘社）- 土佐精介
- 山一名作劇場 赤西蠣太（1958年、NTV）
- 月光仮面（1958年、KR / 宣弘社）- 袋 五郎八 ※第1部
- 遊星王子 第3話「消えたホームラン王」（1958年、NTV / 宣弘社）- 配下
- 特別機動捜査隊 （NET / 東映）
  - 第63話「初笑い贋小判騒動」（1963年）
  - 特別番組「特別機動捜査隊の夕べ」（1963年）
  - 第96話「不信の季節」（1963年）
  - 第291話「豚と栄光」（1967年）
  - 第711話「ある幻想の女」（1975年）- 野上
  - 第733話「銭湯ブルース」（1975年）
- 戦友 第12回「散兵線の花」（1963年、NET / 東映）
- 判決（NET / 東映）
  - 第43回「けだもの」（1963年）
  - 第171回「残照」（1966年）
- 悪の紋章 第10話（1965年、NET / 東映）
- 国際事件記者 第7話「小さな密航者」（1965年、TBS / 国際放映）
- アスファルトジャングル（1965年、NET / 東映）
- 白い巨塔（1967年、NET / 東映）- 佃講師
- 丹下左膳 第6回「たんたん丹下危機の巻」（1970年、NET）
- 人形佐七捕物帳（1971年、NET / 東宝）- 辰五郎
- うなぎのぼり鯉のぼり（1972年、NET / 東宝）
- 二人の素浪人 第9回「双つぼくろの女を斬れ!」（1972年、CX / 東映）
- 愛の戦士レインボーマン（1972年、NET / 萬年社・東宝）- 中道辰雄
- 非情のライセンス（NET / 東映）第1シリーズ
  - 第20話「兇悪の正義」（1973年）- 捜査二課主任
  - 第49話「兇悪のレンズ」（1974年）- 刑事
- プレイガール 第220話「真夜中の腕くらべ」（1973年、東京12チャンネル / 東映）- 山田
- ダイヤモンド・アイ（1973年、NET / 萬年社・東宝）- 早川編集長
- 大盗賊（1974年、CX / 国際放映）- 辰五郎
- 鬼平犯科帳（1975年、NET / 東宝）- 伊三次
- 桃太郎侍 第58話「二つの顔の男」（1977年、NTV / 東映）- 元村
- 快傑ズバット 第7話「悪い風だぜ港町」（1977年、東京12チャンネル / 東映）- 大倉
- 鬼平犯科帳 第6回「熱海みやげの宝物」（1980年、テレビ朝日 / 東宝）

### 映画
- 日清戦争風雲秘話 霧の街（1957年、東映）- 亀二郎
- 坊ちゃんの特ダネ記者（1957年、新東宝）- 殺し屋
- 槍一節日本晴れ（1959年、東宝）- 酒屋
- サザエさんの脱線奥様（1959年、東宝）- バス停留所の男
- 花のセールスマン 背広三四郎（1960年、東宝）- 徳田
- 侍とお姐ちゃん（1960年、東宝）- ラスベガスのボーイ・ラッキー
- 喜劇 新婚の悶え（1963年、国際）- 佐田
- 昭和極道史（1972年、東映）- 片眼の男
- 影狩り 第1作（1972年、東宝）- 当麻
- ポルノ時代劇 忘八武士道（1973年、東映）- 玉出しの姫次郎
- 三池監獄 兇悪犯（1973年、東映） - 囚人・お軽松
- 夕映えに明日は消えた（1973年、東京映画）- 傀儡師 玉太郎
- 樺太1945年夏 氷雪の門（1974年、東映洋画）- 柳田
- ノストラダムスの大予言（1974年、東宝）- 隠密1[8]
- 東京湾炎上（1975年、東宝）- 五十嵐無線局長[8]

### テレビアニメ
- 鉄人28号（1963年、フジテレビ / TCJ）- 村雨健次（初代）

### 吹き替え
- 三ばか大将（1963年、日本テレビ）- シェンプ
- 海底大戦争スティングレイ ネス湖の怪獣（1964年、フジテレビ / ジェリー・アンダーソン）- ジャムー

### 人形劇
- チロリン村とくるみの木（1956年 - 1964年、NHK）- 雨蛙のケロッポ